# Beitel

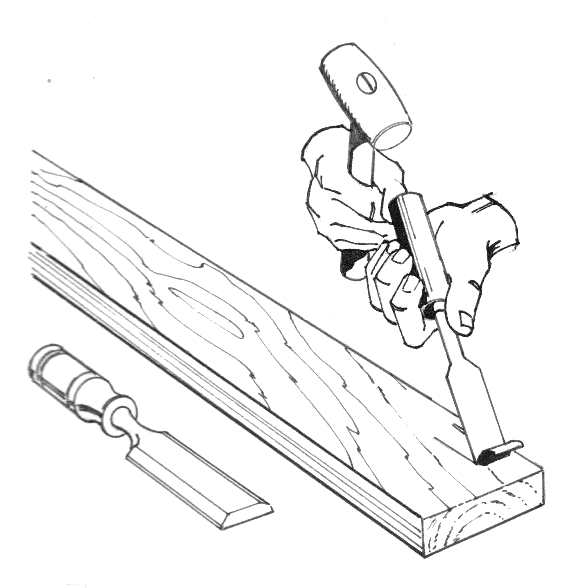
Verwendung eines Beitels

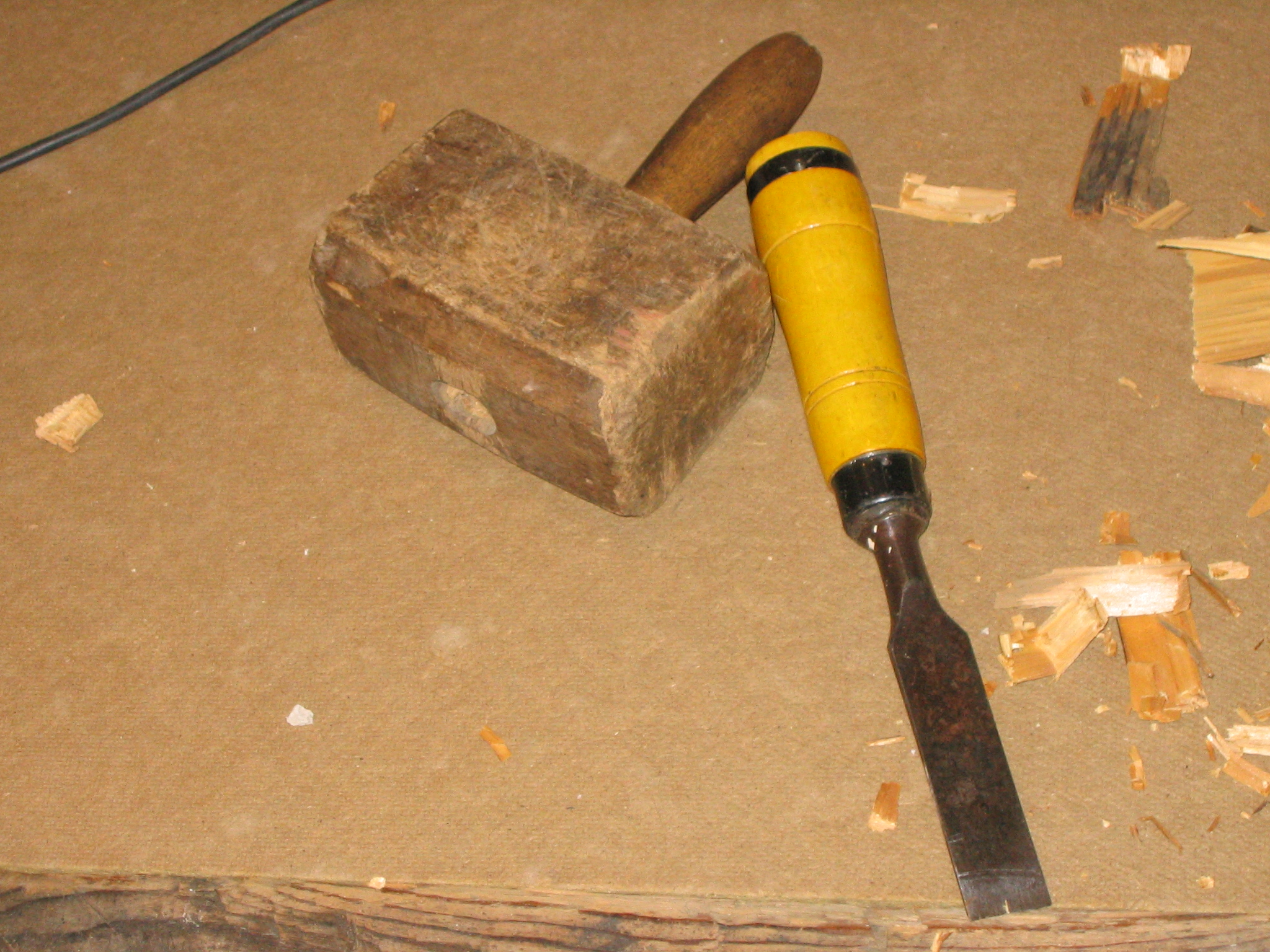
Klopfholz und Stemmeisen

Beitel sind Werkzeuge zur spanenden Holzbearbeitung. Allgemein unterscheidet man im Handwerk gröbere Stemmeisen und feinere Stecheisen (Stechbeitel).

## Grundlagen
Beitel bestehen aus einem Griff aus Holz oder Kunststoff, häufig verstärkt mit Metallringen am oberen Ende (Schlagring) und am unteren Ende (Zwinge), und der Klinge aus geschliffenem und gehärtetem Stahl.
- Der Schlagring verhindert, dass das Griffende durch die Schläge mit Klopfholz oder Hammer splittert oder sich verformt. Feinere Schnitzeisen, die nicht geschlagen, sondern nur geführt werden, benötigen keinen Schlagring.
- Die Zwinge verhindert, dass das Heft (der Griff) aufreißt, wenn die Angel der Klinge (das Erl) in das Heft eingeschlagen wird.

Stemmeisen und Stechbeitel sind auch mit gebogenen, gekröpften und geschwungenen 'Schwanenhals'-Klingen erhältlich.
Klingen aus nichtrostendem Edelstahl lassen sich weniger gut schärfen als Klingen aus traditionellem Kohlenstoffstahl. Klingen aus Kohlenstoffstahl sollten nach Gebrauch sowie bei längerem Nicht-Gebrauch mit einem öligen Lappen abgerieben werden, um Rostansatz zu verhindern.
Für Arbeiten in harten Hölzern gibt es auch Stemmeisen mit Schlagplatten aus Stahl und vollständig aus Stahl gefertigte Werkzeuge.

## Geschichte
Stemmeisenähnliche Werkzeuge zur Ausführung feiner Holzarbeiten sind durch archäologische Funde seit dem Neolithikum bekannt. Zunächst waren Geräte aus Knochen oder Geweih, später auch meißelähnliche Werkzeuge aus Stein im Gebrauch. Mit dem Aufkommen von Metallen wurden Beitel in der Bronzezeit schließlich aus Bronze und seit der Eisenzeit aus Eisen und Stahl hergestellt. Die Formen der Beitel haben sich bis in die Neuzeit nur wenig verändert. So wiesen die frühen Formen der Metallbeitel eine Tüllenschäftung auf und ab der Römerzeit setzte sich mehr und mehr die mit einem Metallring bewehrte Schäftung auf einem Dorn durch.

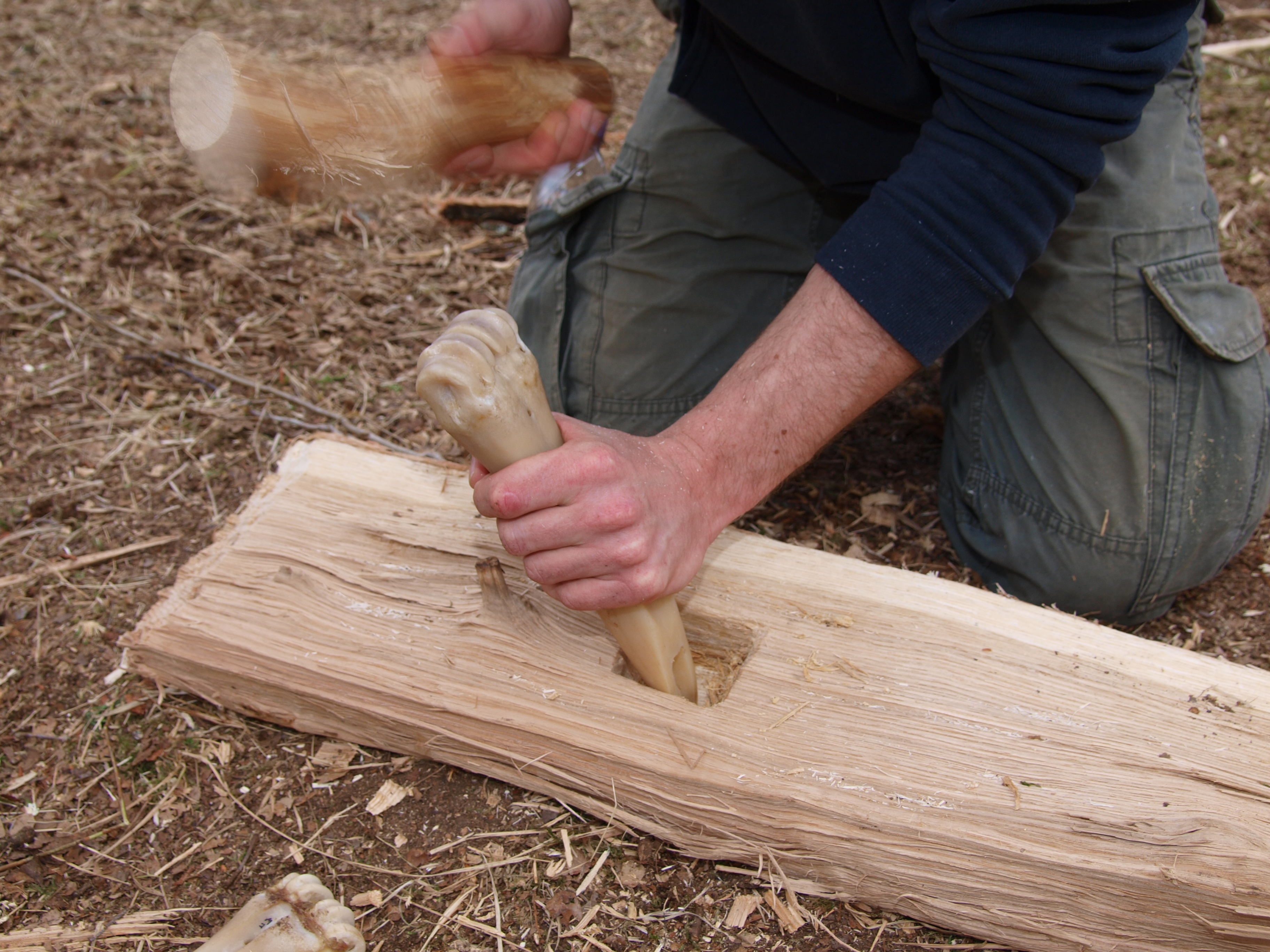
Arbeit mit rekonstruiertem jungsteinzeitlichen Knochenbeitel an einer Eichenbohle
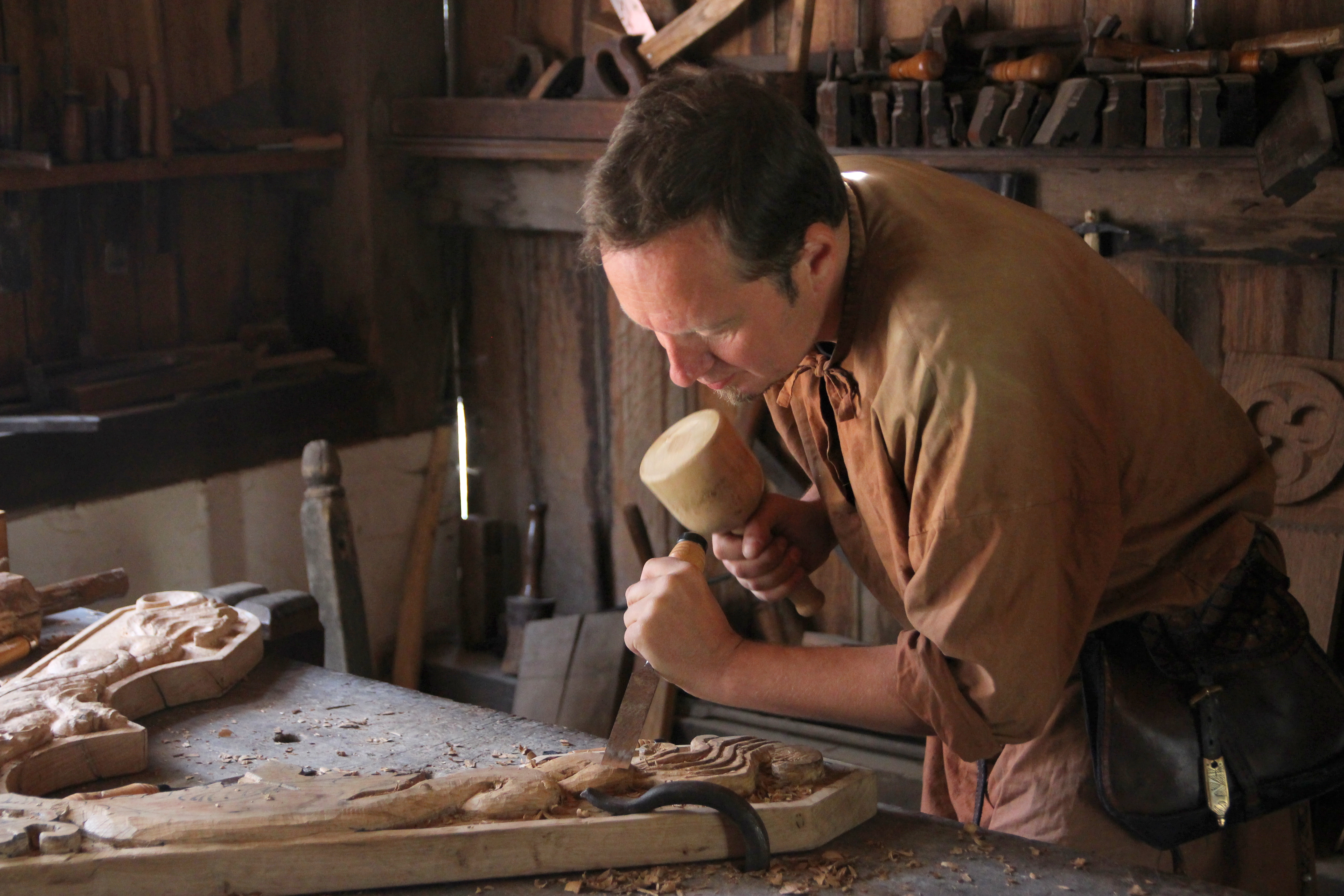
Mann mit Beitel in Archeon

## Formen

### Stecheisen, Stemmeisen (Flacheisen)

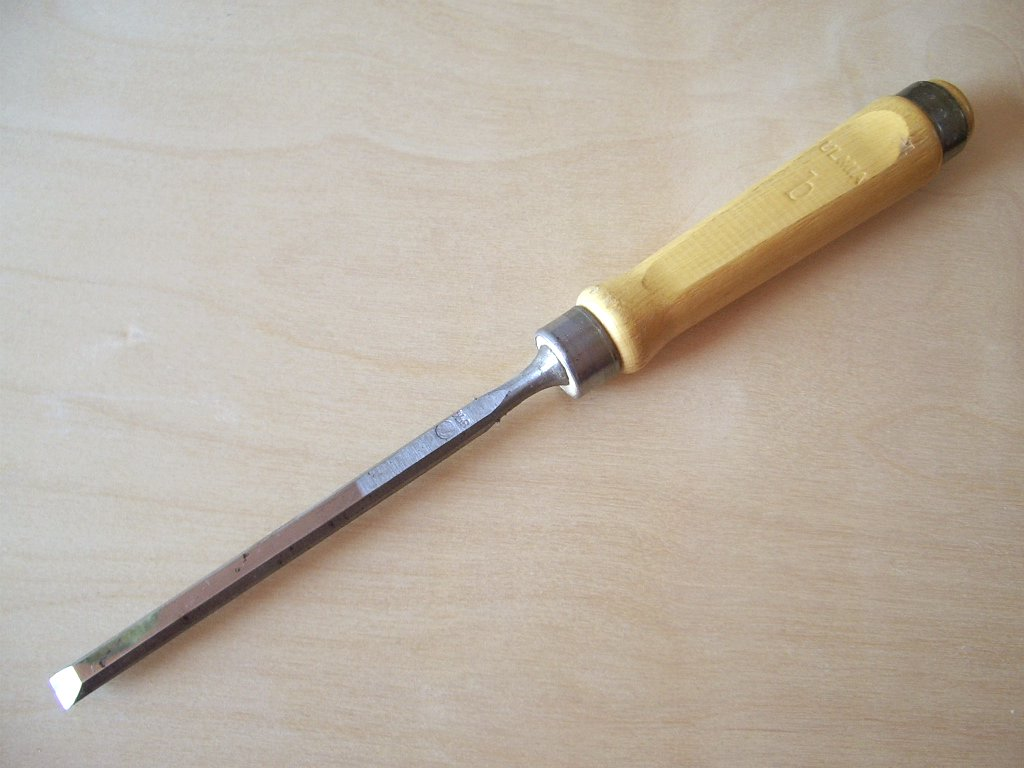
Stecheisen, 8 mm breit, Form B

Stecheisen bzw. Stechbeitel sind Werkzeuge zum Stemmen und Stechen.
Nach DIN 5139 unterscheidet man die Form A mit geraden Kanten und die Form B mit abgeschrägten Kanten im Querschnitt. Die abgeschrägten Kanten der Form B ermöglichen ein sauberes Ausstechen von spitzen Ecken z. B. beim Zinken.

Die genormten Breiten betragen: 4, 6, 8, 10, 12, 16, 20, 22, 24, 26, 28, 30, 32, 35, 40 mm. Der Lochbeitel (Stemmeisen) dient zum Ausstemmen von Zapflöchern für eine Zapfenverbindung. Da die Klinge zum Herauswuchten der losen Späne benutzt wird, muss sie eine größere Widerstandskraft besitzen. Damit bei der Stemmarbeit keine seitliche Reibung entsteht und kein Klemmen durch Verdrehen (Ecken) auftritt, ist das Locheisen auf der Spiegelseite etwas breiter als auf der Fasenseite.

### Hohlbeitel

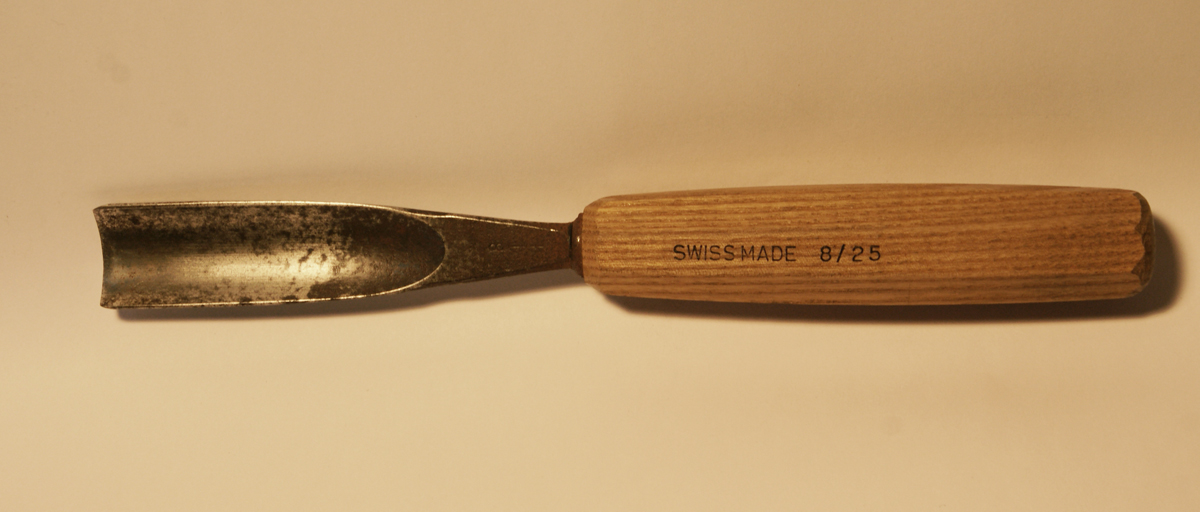
8/25er Hohleisen

Der Hohlbeitel bzw. oder das Hohleisen hat im Querschnitt eine annähernd halbkreisförmige Klinge und dient zum Ausstechen konkaver Vertiefungen wie Hohlkehlen. 
Es eignet sich aber auch für flächiges Arbeiten. Nach DIN 5142 werden sie in Radien von 3 bis 25 mm und in Breiten von 6 bis 32 mm hergestellt. 
Das Eisen wird von außen nach innen geschärft. Hohleisen werden auch mit gebogener Klinge gefertigt.
Häufige Verwendung findet es im Musikinstrumentenbau, insbesondere im Geigenbau.

### Lochbeitel
Lochbeitel dienen zum Ausstemmen von Zapfenlöchern. Ihre Klinge ist schmal, aber hoch.

### Kantenbeitel
Der Kantenbeitel ist ein Werkzeug der Wagner und Zimmerleute. Er ähnelt einem Stechbeitel und dient zum Ausstemmen sehr tiefer Löcher. Der Name Kantenbeitel kommt von der in der Richtung der Achse laufenden Kante, die von zwei schrägen Flächen gebildet wird, welche die Wirkung des Werkzeugs bedeutend verstärken.

### Drechselbeitel (Dreheisen)
Drechselbeitel oder Dreheisen werden an der Drechselbank zum Bearbeiten von sich drehenden Werkstücken aus Holz genutzt. Neben Meißels mit geradem Querschnitt und Röhren mit halbrundem Querschnitt gibt es eine große Zahl von Sonderformen. Die Hefte haben keinen hinteren Metallring und sind zum Teil sehr lang, je nach Klingenform und -größe 70 cm und mehr. Häufig werden Drechselbeitel oder Dreheisen ohne Heft verkauft, und die Hefte werden vom Drechsler nach eigener Ergonomie und Arbeitsweise selber hergestellt.

### Japanische Stecheisen
Die Klinge japanischer Stecheisen wird aus zwei unterschiedlichen Stählen gefertigt, die flach übereinander liegen. Die Schneide besteht aus hartem, sprödem Kohlenstoffstahl während der Rücken, der im Schaft sitzt, weicher und elastischer ist. Der Kohlenstoffstahl ist hitzeempfindlich, sodass diese Eisen nicht an herkömmlichen Schleifböcken abgezogen werden können. Sie werden von Hand auf Schärfsteinen oder mit Wasserkühlung geschliffen. Japanische Eisen werden prinzipiell geschlagen und meist mit runden Heften und runden Schlagringen geliefert, die vor der ersten Benutzung aufgeschlagen werden. In der Spiegelfläche wird bei japanischen Eisen oft eine Hohlung geschliffen.

### Fitscheneisen
Mit Fitscheneisen werden die wenige Millimeter breiten Einschnitte ins Holz gestemmt, die zum Einschieben der Laschen von Fitschenbändern dienen. Fitscheneisen sind entsprechend flach. Ihre Schneide besitzt meist drei Zacken und die Seitenflächen besitzen Kerben, von denen die Späne mitgeführt werden, wenn die Klinge mit drehender Bewegung aus dem Schlitz gehoben wird.

## Schärfen
Stecheisen müssen je nach Werkzeugqualität, Arbeitsweise und Holzart häufiger nachgeschärft werden. Die Zeitintervalle zwischen dem Schärfen werden als Standzeit bezeichnet. 

### Abziehen
Solange keine Ausrisse an der Schneide sichtbar sind, reicht meist ein einfaches „Abziehen“ auf Wassersteinen der Körnung 1000–8000 aus. Dazu wird zuerst die Spiegelfläche abgezogen, bis diese plan ist. Danach wird die Fase abgezogen, bis die Oberfläche glatt ist und die Schneidekante gerade. Dies wird mit steigender Körnung von 1000 zu 3000 zu 6000 wiederholt, bis die gewünschte Schärfe (Schneide) erreicht ist.

### Anschleifen
Sobald größere Beschädigungen zu finden sind oder ein anderer Winkel angeschliffen werden soll, muss nachgeschliffen werden. Dazu eignen sich Trockenschleifscheiben auf Schleifböcken oder Pendelschleifmaschinen sowie wassergekühlte Schleifsysteme wie Topf- oder Stirnscheiben und wassergelagerte Rundsteine. Stecheisen aus hitzeempfindlichem Stahl werden nicht trocken geschliffen. 

### Anschliffwinkel
Der Anschliffwinkel (Schneidkeil) des Eisens wird abhängig von Eisenart, Bearbeitungsart und Hart- oder Weichholz und Quer-/Längs-/Hirnholzbearbeitung und gewünschter Standzeit gewählt. Ein Standardwinkel für die Bearbeitung von weichem bis mittelhartem Holz per Hand ist 25°. 
Wird das Eisen geschlagen wird der Winkel stumpfer, wird Hirnholz bearbeitet wird der Winkel spitzer geschliffen. Zum Einstellen der Winkel gibt es verschiedene Schleifhilfen, die das Eisen fixieren und den eingestellten Winkel halten.